# 長島又男
長島 又男（ながしま またお、1904年1月 - 没年不明）は、日本のジャーナリスト。機関紙連合通信社設立者、日本機関紙通信社元理事長

## 来歴・人物
埼玉県北足立郡小谷村（現・鴻巣市）に生まれる。旧制埼玉県立熊谷中学校を経て、早稲田大学政治経済学部に進学した。しかし、大山郁夫に絡んで、在学中の1927年に大学を中退する。
1929年、新聞連合に加入する。1936年、同盟通信社に入社し、南方部長を務める。
1945年の日本の敗戦後、同盟通信社はGHQの指令により解散となる。長島は、解体に伴って設立された共同通信社に移り、解説委員長となる。同年、民報社を設立して取締役となり、東京都で第二次世界大戦後最初に創刊された夕刊紙である『民報』を創刊して主筆を務めた。
廃刊後の1948年、機関紙連合通信社を設立して『連合通信』を創刊したが、GHQにより発刊停止とされる。その後、日本機関通信社理事長、日本ジャーナリスト会議評議員、日ソ協会常任理事などを務める。

## 関連文献
- 吉田健二『戦後改革期の政論新聞『民報』に集ったジャーナリストたち』文化書房博文社〈ソキウス研究叢書〉、2002年8月。ISBN 978-4-83010982-9。